# Abbesses (Métro Paris)

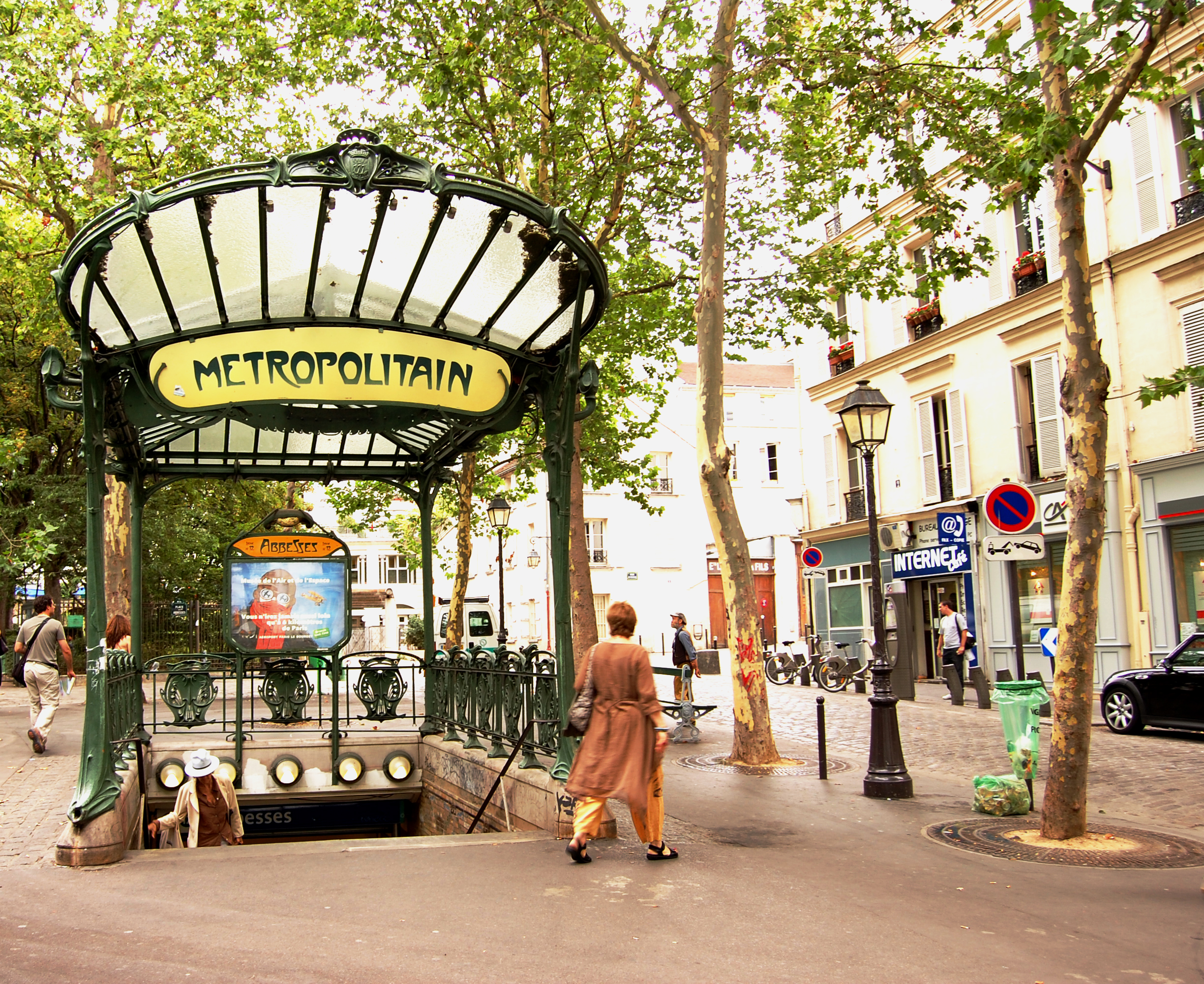
Der Eingang auf dem Place des Abbesses mit Guimard-Dach

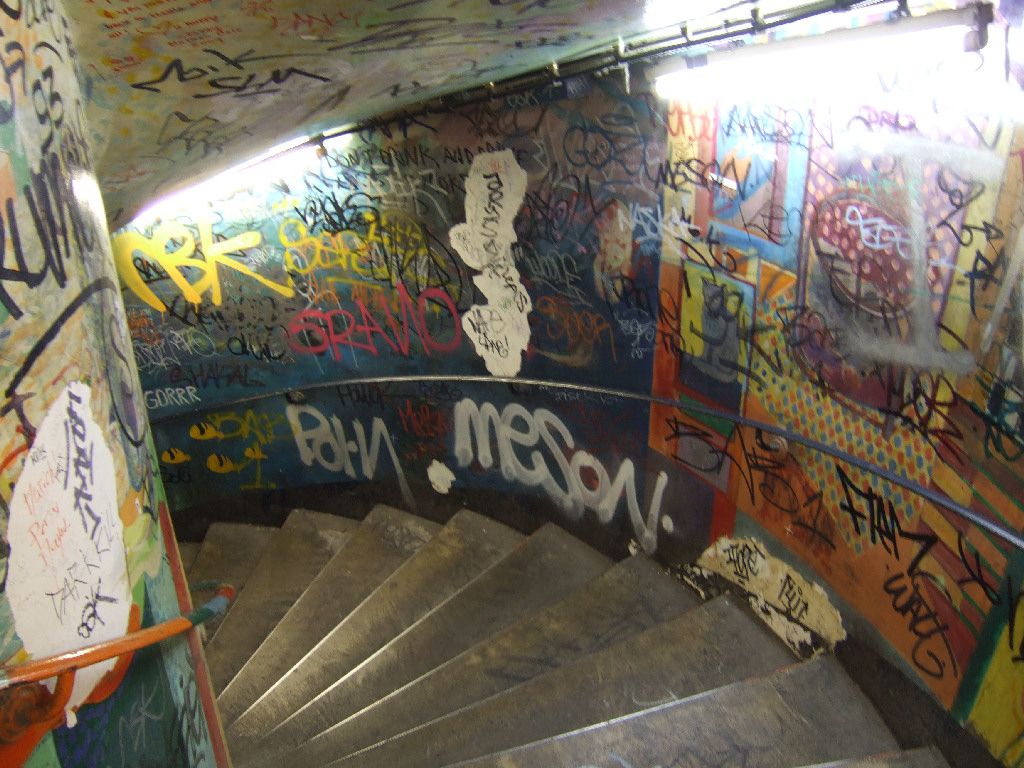
Lange Wendeltreppen führen zu den rund 36 Meter unter der Oberfläche liegenden Bahnsteigen

Abbesses [fabɛs] ist eine unterirdische Station der Pariser Métro im 18. Arrondissement von Paris unter dem Butte Montmartre. Der Name der Station heißt übersetzt „Äbtissinnen“ und stammt von der „Place des Abbesses“ (dt. Platz der Äbtissinnen). Er bezieht sich auf die Benediktinerinnen-Abtei auf dem Montmartre, die im 12. Jahrhundert von König Ludwig VI. gegründet worden war und als deren erste Äbtissin Ludwigs Frau Adelheid von Savoyen amtierte.
Die Station wird von der Métrolinie 12 bedient. Sie liegt rund 36 Meter unterhalb der Erdoberfläche, was sie zur tiefstgelegenen Station des Métronetzes macht.
Die Station wurde am 31. Oktober 1912 in Betrieb genommen, als die nördliche Verlängerung der Linie A von Pigalle bis zur Station Jules Joffrin eröffnet wurde. Am 27. März 1931 wurde die Linie A in Linie 12 umbenannt. 2006 und 2007 wurde die Station grundlegend renoviert.
In Abbesses besteht eine Umsteigemöglichkeit zum Funiculaire de Montmartre und zum Montmartrobus.
Im Jahr 2011 lag das Fahrgastaufkommen bei 2.545.127 Personen.

## Architektur
Der U-Bahnhof ist mit zwei in einem Gewölbe liegenden Seitenbahnsteigen ausgestattet. Zwei Wendeltreppen und zwei Aufzüge führen von einer südlich der Bahnsteige liegenden Zwischenebene zur Zugangsebene (Salle des billets) unterhalb des Place des Abbesses, an dessen östlichem Rand sich der einzige Eingang befindet.
Der überdachte Treppenabgang wurde im Stil der Art Nouveau nach Plänen von Hector Guimard gestaltet und ist ein beliebtes Fotomotiv. Ursprünglich für den Eingang der Métrostation Hôtel de Ville in der Rue de Lobau gebaut, wurde die Überdachung 1974 von ihrem damaligen Standort auf den Montmartre verlegt. Heute ist sie eine der zwei noch existierenden Überdachungen dieser Art; die andere befindet sich an der Station Porte Dauphine der Linie 2.
Sehenswert ist die ganz in der Nähe gelegene „Mur des je t’aime“. Auf einer Bank in der kleinen Anlage kann man sich vom Treppenaufstieg erholen, falls man nicht den Aufzug benutzt hat.